# Lieu de la lecture de l'édit de 1830 à Tašmajdan
Le lieu de la lecture de l'édit de 1830 (en serbe cyrillique : Место читања хатишерифа из 1830. године ; en serbe latin : Mesto čitanja hatišerifa iz 1830. godine) est un site historique situé à Belgrade, la capitale de la Serbie, dans la partie urbaine de la municipalité de Palilula. En raison de son importance, il est inscrit sur la liste des sites mémoriels protégés protégés de la république de Serbie et sur la liste des biens culturels de la ville de Belgrade.

## Présentation
Le lieu où a été lu l'édit du sultan, accordant son autonomie à la principauté de Serbie se trouve dans le parc de Tašmajdan, à proximité de l'actuelle église Saint-Marc ; cette autonomie a permis à l'État serbe moderne de se développer.